# 瀧野欣彌
瀧野 欣彌（たきの きんや、1947年9月6日 - ）は、日本の自治・総務官僚、弁護士。
内閣官房副長官（鳩山由紀夫内閣・菅直人内閣・菅直人第1次改造内閣・菅直人第2次改造内閣）、総務事務次官、一般財団法人地方財務協会理事長、地方公共団体金融機構理事長を歴任した。
報道等では滝野 欣弥の表記も用いられる。

## 概要
北海道出身（函館市で生まれ、釧路市で育つ）。北海道釧路湖陵高等学校、東京大学法学部卒業。在学中に司法試験合格。大学卒業後、自治省（現総務省）に入省。財政局財政課配属。入省同期には伊藤祐一郎（鹿児島県知事）、梶田信一郎（元内閣法制局長官）、山下茂（明治大学公共政策大学院ガバナンス研究科教授）らがいる。自治財政局長、総務審議官（自治行政担当）を経て、2007年に総務事務次官に就任。2009年7月に総務省を退官。同年9月に発足した鳩山由紀夫内閣において内閣官房副長官（事務）に任命され、菅直人内閣でも再任。2011年9月、野田内閣発足に伴い内閣官房副長官を退任した。

## 略歴
- 1970年10月：司法試験合格[2]
- 1971年3月：東京大学法学部卒業
- 1971年4月：自治省入省。財政局財政課配属[3]
- 1976年：新潟県総務部行政管理課長
- 1984年：京都府総務部財政課長
- 1986年：行政局行政課長補佐
- 1987年：福井県総務部長
- 1990年4月：財政局財務調査官
- 1990年11月：行政局公務員部給与課長
- 1992年4月：税務局府県税課長
- 1995年4月：財政局地方債課長
- 1996年9月：財政局財政課長
- 1998年1月：大臣官房審議官
- 2001年1月：総務省大臣官房審議官（財政制度、公営企業・財務担当）
- 2001年7月：大臣官房審議官（財政制度担当）
- 2002年1月 : 自治税務局長
- 2003年1月 : 官房長
- 2004年1月 : 自治財政局長
- 2006年7月 : 総務審議官（自治行政担当）
- 2007年7月 : 総務事務次官
- 2009年7月 : 退官
- 2009年9月16日 : 内閣官房副長官就任（鳩山由紀夫内閣）
- 2010年6月8日 : 内閣官房副長官再任（菅直人内閣）
- 2011年9月2日 :菅直人内閣総辞職により退任
- 2012年10月 : 一般財団法人地方財務協会理事長、弁護士法５条に基づく研修修了
- 2012年12月25日 :弁護士法第5条の規定に基づき弁護士登録。渥美坂井法律事務所・外国法共同事業 客員弁護士。（2018年現在、弁護士登録を抹消し、顧問）[5]
- 2014年10月 : 地方公共団体金融機構副理事長[6]
- 2015年10月 : 地方公共団体金融機構理事長
- 2018年3月：日本相撲協会評議員[7]
- 2020年8月 ： 地方公共団体金融機構理事長退任
- 2020年11月 : 旭日大綬章受章[8][9]